# 6215 Мехдія
(6215) 1973 EK (1973 EK, 1977 AA1, 1982 DC5) — астероїд головного поясу. Відкритий 7 березня 1973 року чехословацьким астрономом Любошем Когоутеком. Названий на честь регіону Мехдія (Марокко).
Тіссеранів параметр щодо Юпітера — 3,362.